# Coraebosoma panayense
Coraebosoma panayense – gatunek chrząszcza z rodziny bogatkowatych, podrodziny Agrilinae i plemienia Coraebini.

## Taksonomia
Gatunek ten został opisany w 1990 przez Charlesa L. Bellamy. Nazwa gatunkowa pochodzi od miejsca występowania.

## Opis
Spośród innych przedstawicieli rodzaju Coraebosoma chrząszcz ten wyróżnia się górną powierzchnią ciała ubarwioną ciemniej niż u C. negrosianum o słabo widocznej niebieskiej irydyscencji, ze zgrupowaniami szczecinek w duże, liczne łatki, przy czym na pokrywach szczecinkami ułożonymi w góra 7 łatek i 1 poprzeczny pasek na każdej.

## Występowanie
Gatunek ten jest endemitem Filipin, znanym dotąd jedynie z wyspy Panay.